# Lipnica Murowana (gmina)
Lipnica Murowana (1976-82 gmina Nowy Wiśnicz-Lipnica) – gmina wiejska w województwie małopolskim, w powiecie bocheńskim. W latach 1975–1998 gmina położona była w województwie tarnowskim.
Siedziba gminy to Lipnica Murowana. Gmina jest członkiem Ligi Polskich Miast i Miejsc UNESCO ze względu na znajdujący się na jej terenie w drewniany kościół pw. św. Leonarda w Lipnicy Murowanej wpisany wraz z innymi drewnianymi kościołami Małopolski na Listę Światowego Dziedzictwa Kulturowego UNESCO.
Według danych z 30 czerwca 2004 gminę zamieszkiwało 5466 osób.

## Struktura powierzchni
Według danych z roku 2002 gmina Lipnica Murowana ma obszar 60,62 km², w tym:
- użytki rolne: 53%
- użytki leśne: 38%

Gmina stanowi 9,6% powierzchni powiatu.

## Demografia

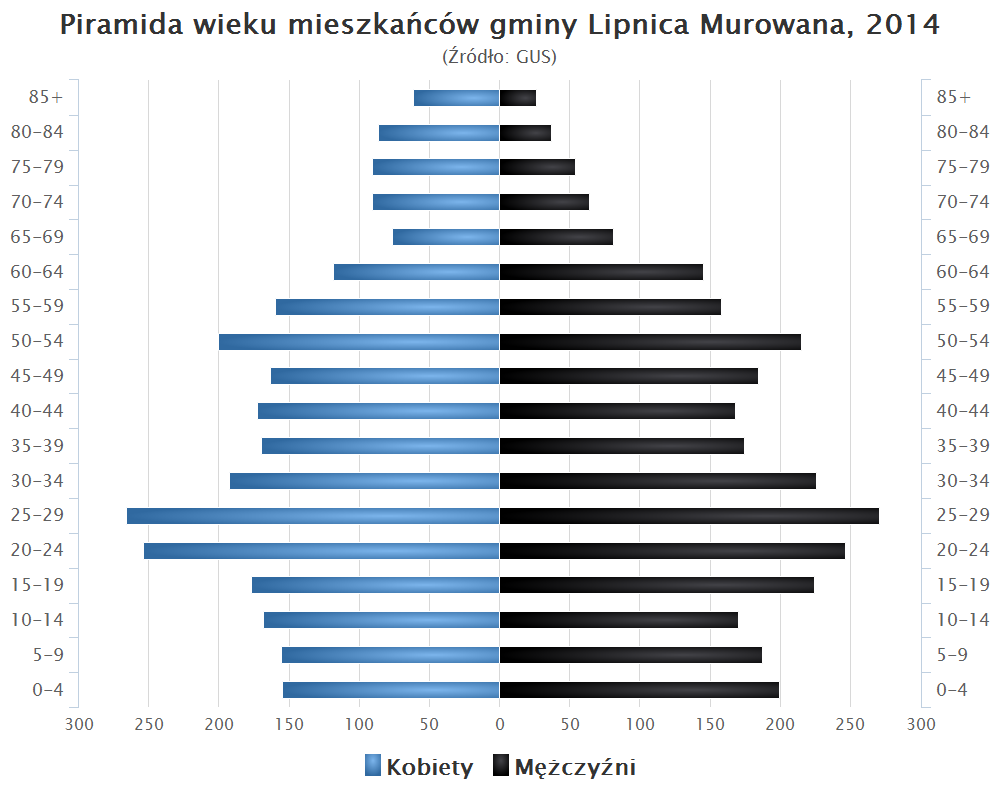
Piramida wieku mieszkańców gminy Lipnica Murowana w 2014 roku

Dane z 30 czerwca 2004:
| Opis                              | Ogółem | Ogółem | Kobiety | Kobiety | Mężczyźni | Mężczyźni |
| --------------------------------- | ------ | ------ | ------- | ------- | --------- | --------- |
| jednostka                         | osób   | %      | osób    | %       | osób      | %         |
| populacja                         | 5466   | 100    | 2749    | 50,3    | 2717      | 49,7      |
| gęstość zaludnienia (mieszk./km²) | 90,2   | 90,2   | 45,3    | 45,3    | 44,8      | 44,8      |

## Szlaki turystyczne i grupy lokalnych gmin
- Śliwkowy Szlak – turystyczny szlak kulinarny na terenie województwa małopolskiego, w ramach którego gmina Lipnica Murowana posiada aż dwa lokalne produkty, "Razowiec lipnicki" (rodzaj chleba) oraz "Lipnicką lipinę" (herbatę z kwiatów lipy), wpisane na Listę Produktów Tradycyjnych Ministerstwa Rolnictwa i Rozwoju Wsi[5].
- Szlak Architektury Drewnianej – drogowy szlak turystyczny, łączący ze sobą drewniane zabytki.

## Miejscowości w gminie
Borówna, Lipnica Dolna, Lipnica Górna, Lipnica Murowana, Rajbrot.

## Sąsiednie gminy
Czchów, Gnojnik, Iwkowa, Laskowa, Nowy Wiśnicz, Żegocina

## Administracja
Gmina Lipnica Murowana jest członkiem stowarzyszenia Unia Miasteczek Polskich.